# Beaconsfield (Iowa)
Beaconsfield – miasto w Stanach Zjednoczonych, w stanie Iowa, w hrabstwie Ringgold. 

## Demografia
Zgodnie ze spisem statystycznym z 2000, miasto liczyło 11 mieszkańców. W 2023 liczba mieszkańców wzrosła do 15 osób, a gęstość zaludnienia zbliża się do 8 osób/km². Pomimo tych zmian Beaconsfield jest, prawdopodobnie, najmniejszą miejscowością całego stanu Iowa.